# Abadía de Movilla
La abadía de Movilla (en irlandés: Mainistir Mhaigh Bhile "Monasterio de la Llanura del Árbol Notable") en Newtownards, condado de Down, Irlanda del Norte, se cree que fue uno de los monasterios más importantes de Úlster e Irlanda. Movilla no debe confundirse con Moville en el condado de Donegal.

## Establecimiento
La abadía de Movilla fue fundada en 540 por San Finnian (m. 579) bajo el patrocinio del rey de Dál Fiatach. Sobrevivió como lugar de testimonio cristiano durante más de mil años, hasta la Disolución de los Monasterios en 1542. El nombre Movilla es una forma anglicanizada del irlandés magh bile, que significa “la llanura del árbol antiguo”, llamada así porque en el sitio donde se construyó la abadía, los paganos habían adorado previamente un árbol sagrado. La asociación de Finnian con Movilla fue conmemorada en el Libro de Armagh como “vir vitae venerabilis qui jacet in miraculis multis in sua civitate Maghbile” (Un hombre de vida venerable que descansa en muchos milagros en su ciudad de Movilla). En el momento de la muerte de Finnian en 579, Movilla fue reconocida como una gran fundación monástica.

## Historia
El legado de Finnian aseguró que Movilla floreciera. Para el siglo VII, se había convertido en uno de los monasterios más grandes de Irlanda: un centro próspero del cristianismo celta, una comunidad de adoración, oración, estudio, misión y comercio. La reputación de la Abadía se vio reforzada por el hecho de que tenía una copia completa de la Biblia (la Vulgata), que Finnian había obtenido de Roma. En ese momento, era la única copia completa de la Biblia en toda Irlanda y sirvió para mejorar la reputación de Movilla a nivel nacional, como un centro único de aprendizaje. El alumno más famoso de Movilla fue San Columba, alumno de Finnian. Columba se convirtió en diácono mientras estaba en Movilla y se dice que realizó allí sus primeros milagros, convirtiendo el agua en vino para la Eucaristía. Después de completar su formación, Columba finalmente siguió su propio camino, pero regresó a Movilla para visitar a su antiguo maestro en la década de 550. Esta iba a ser una visita importante, ya que condujo a lo que se cree que es la primera disputa registrada en el mundo sobre los derechos de autor.
Durante su estadía en Movilla, Columba le preguntó a Finnian si podía pasar algún tiempo examinando la preciosa copia de las Escrituras de la Abadía. Columba estaba ansioso por tener una copia propia, pero sabía que Finnian no le permitiría copiarla, por lo que comenzó a transcribirla en secreto sin su permiso. Casi había completado su tarea cuando Finnian descubrió lo que estaba haciendo. Finnian insistió en que Columba entregara la copia 'pirata', pero Columba se negó. Para buscar reparación, Finnian llevó el caso a Diarmait mac Cerbaill, el Gran Rey de Irlanda. Pronunció su famoso veredicto: "A cada vaca le pertenece su ternero, a cada libro su copia. La copia pertenece a Finnian". Columba devolvió su copia de mala gana y, como no estaba de acuerdo con la decisión del rey Diarmaid en su contra, supuestamente instigó una rebelión exitosa del clan Uí Néill contra el rey. Se afirmó que la batalla, llamada la Batalla del Libro, causó alrededor de 3000 bajas.
Además de ser un centro cristiano de oración, aprendizaje y misión, Movilla se caracterizó por su floreciente trabajo artesanal, en particular el bronce y el vidrio. En 1980-81, R. J. Ivens y M. J. Yates excavaron el área cerca de Movilla Road antes de que fuera realineada, hallando varios escombros industriales: trozos de escoria, piezas rotas de crisol y fragmentos de chatarra, una pieza de prueba, en la que el bronceador ensayó sus diseños de triángulos, volutas y arcos, y un alfiler con cabeza de vidrio, decorado con discos y estelas de vidrio de diferentes colores. Todo ello daría cuenta de una sofisticación técnica y artística de tales objetos, dando una idea de las habilidades de los primeros artesanos cristianos.
En el siglo VII, el Papa Honorio I envió una epístola a varios eclesiásticos celtas, alentando la conformidad con la datación romana de la Pascua y advirtiendo contra la herejía de Pelagio. Se cree que uno de los destinatarios fue San Cronan de Movilla, a quien Beda, en su lista de destinatarios, especificó como Cromanus.
Movilla comenzó a decaer tras ser saqueada por los daneses en el año 823, y se anexó a la abadía de Bangor en el siglo X. Se revitalizó un poco en 1135 cuando San Malaquías de Armagh estableció un grupo de agustinos en la abadía, pero nunca recuperó su antigua gloria. En 1306 el monasterio de Movilla tenía una de las tasaciones más bajas de bienes eclesiásticos de la zona, con dos marcos y medio. Movilla era tan pobre que los gobernantes anglonormandos no tenían interés en apoderarse de ella y dejaron a los irlandeses como abades.
La abadía fue disuelta por Enrique VIII en 1542. Durante el reinado de Isabel I, Brian O'Neill, jefe de los O'Neill de Clandeboye, quemó Movilla, junto con otras abadías en Ards en su campaña para evitar que los ingleses usaran abadías irlandesas para sus guarniciones militares.

## Ruinas de la abadía y cementerio de Movilla
Hoy no queda nada visible de la abadía celta de san Finnian. Las ruinas que aún quedan en pie son las de la iglesia agustina (siglo XV), que consta de dos frontones, colocados a unos 150 pies de distancia. En el interior, la iglesia mide 107 pies por 21 pies. En la pared este, una vez hubo una ventana de tres luces, dos de las cuales han sido bloqueadas en gran parte. La tercera ventana que queda es de estilo románico. En la parte superior del arco hay dos pequeñas cabezas talladas. En el muro oeste hay dos luces con cabezas de trifolios y travesaños que muestran signos de tracería.
A las ruinas existentes solo se puede acceder por la entrada al cementerio de Movilla. En la pared norte de las ruinas de la abadía agustina hay varias losas de arenisca ahusadas con grandes cruces talladas en relieve en varios diseños. Los de los hombres representan espadas, mientras que los de las mujeres representan una cizalla (hoz) y una caña (sauce). De origen anglonormando, las losas datan del siglo X al XIII. Uno de ellos lleva la inscripción “Or Do Dertrend”, que se traduce como “una oración por Dertriu”, quien, presumiblemente, fue un abad de Movilla en el siglo X.
También hay numerosos monumentos de principios del siglo XVII, dos de los cuales son especialmente notables: la tumba de la familia Corry, que está diseñada como un pequeño templo dórico; y el mausoleo de Parr, construido en 1860 en estilo neogótico.

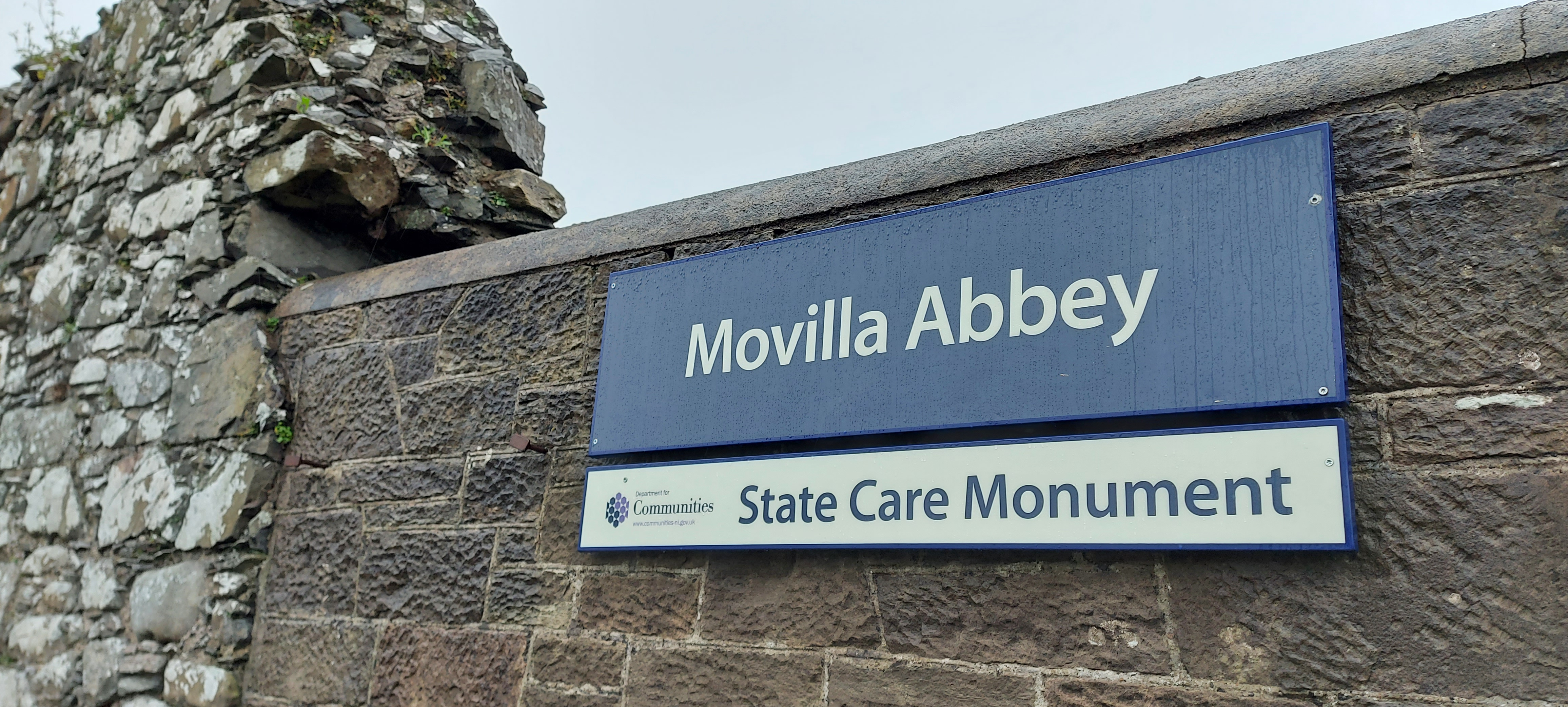

El cementerio de Movilla que lo rodea (administrado por el concejo municipal de Ards y North Down), todavía está en uso y es el sitio de veintiún entierros de la Mancomunidad de la Primera Guerra Mundial y veinticuatro de la Segunda Guerra Mundial, siete de los cuales permanecen sin identificar. Algunos de los entierros más recientes incluyen el del coronel Robert Blair, Paddy Mayne, uno de los soldados británicos más condecorados de la Segunda Guerra Mundial; y la de Ottilie Patterson, cantante de jazz y blues destacada por sus actuaciones con la banda de Chris Barber en las décadas de 1950 y 1960.

## Preservación
La abadía de Movilla, iglesia de los Canónigos Agustinos, es un Monumento Histórico de Atención Estatal en el townland de Movilla, en el Municipio de Ards, en la cuadrícula ref: J5035 7440.

## Galería

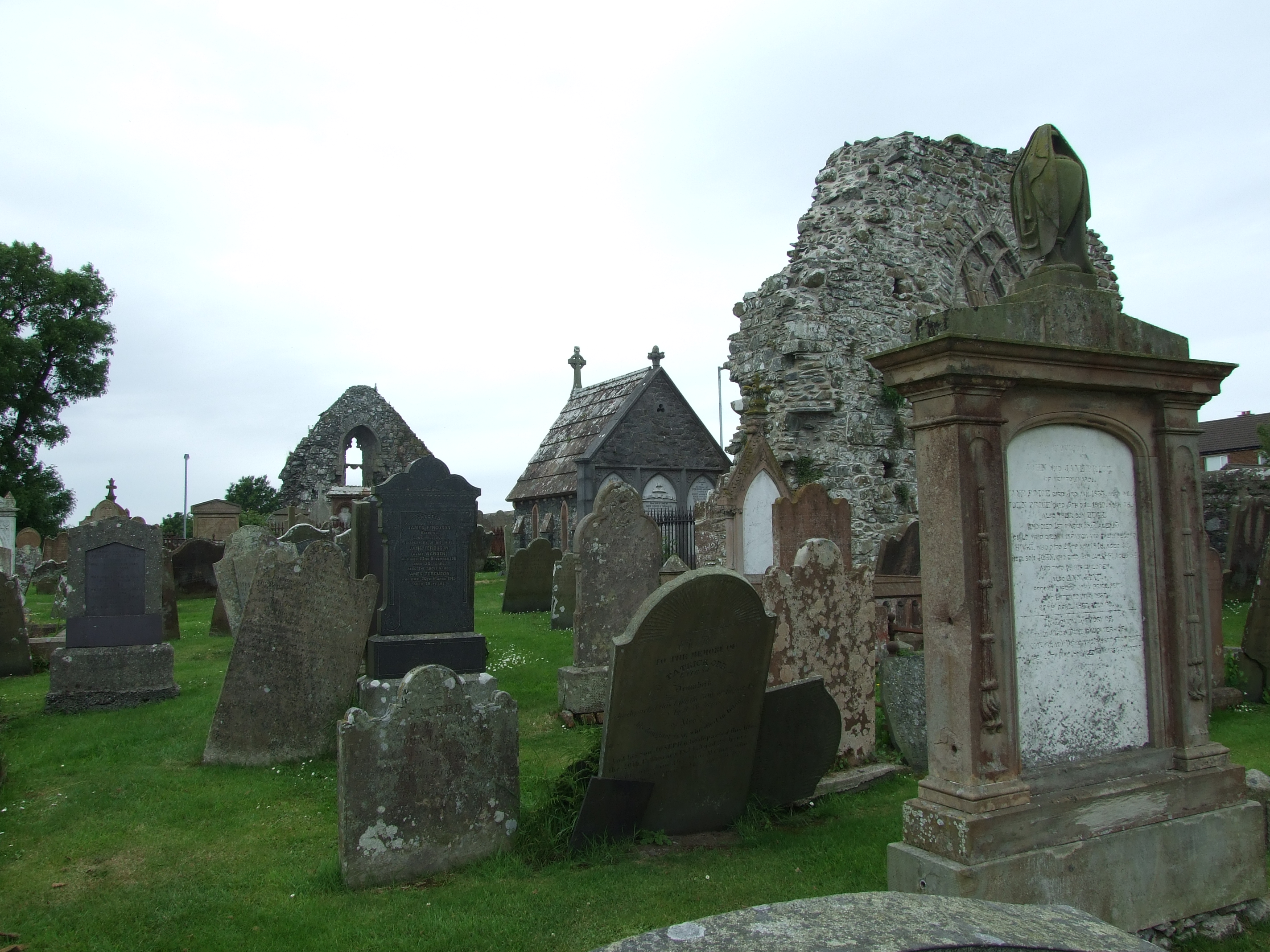
Ruinas de la abadía de Movilla
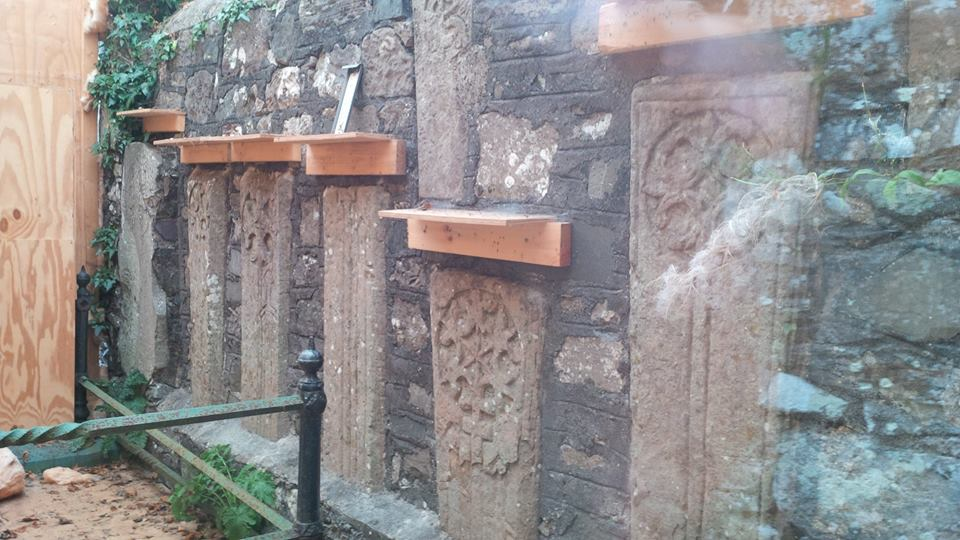
Probables losas de tumbas monásticas del siglo X-XIII
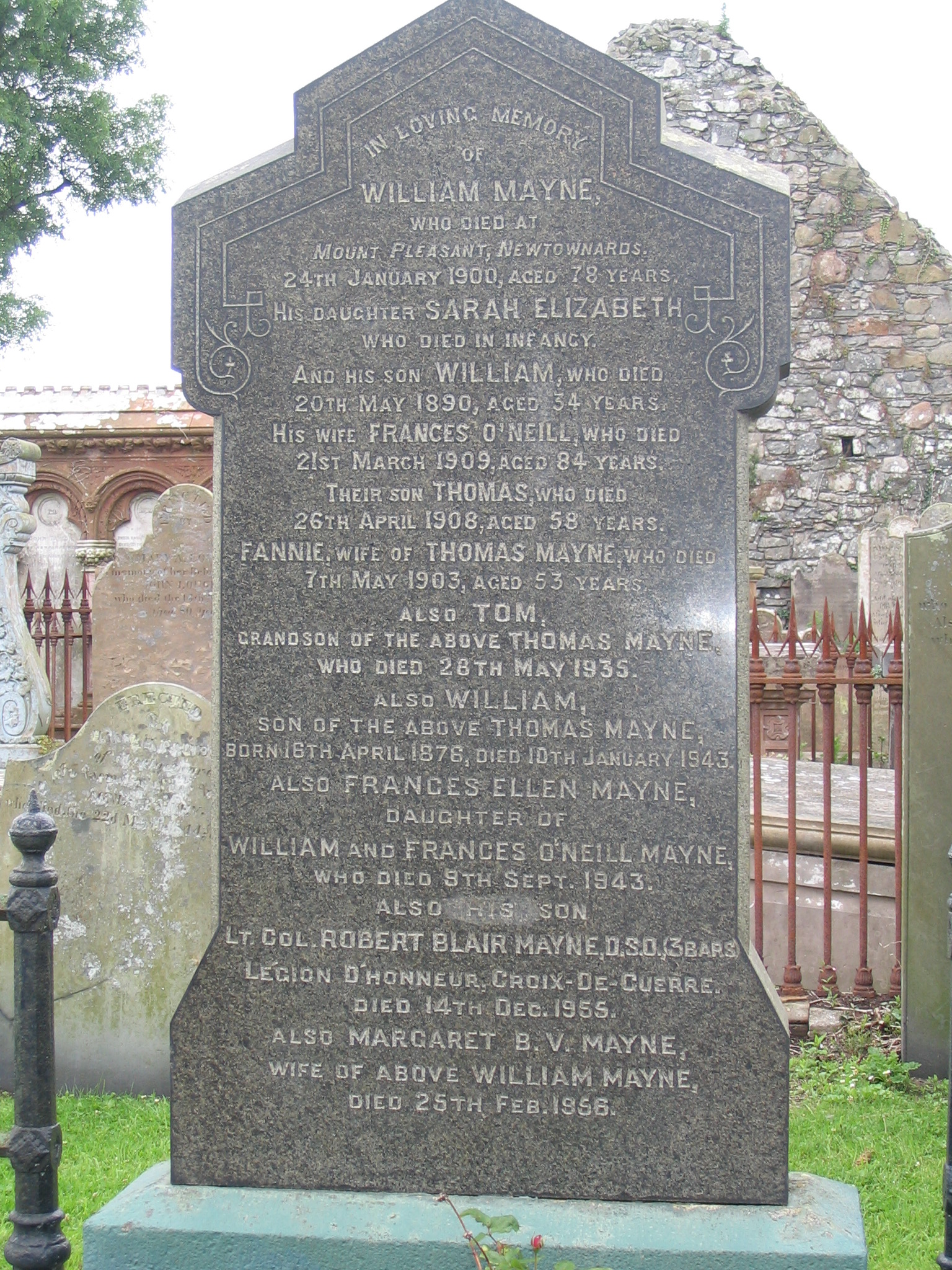
Tumba del coronel Paddy Mayne
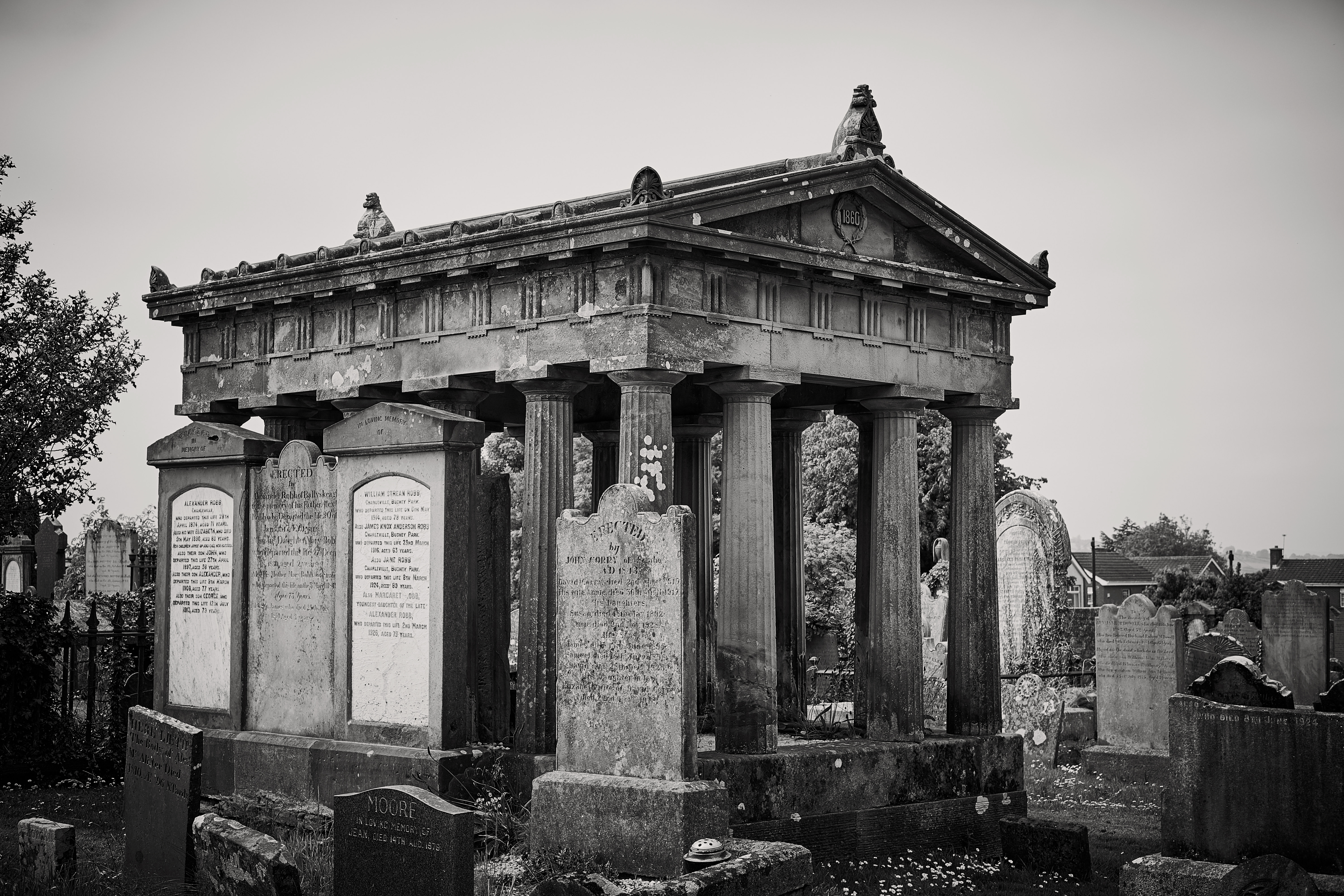
Mausoleo